# Отмар Галленский
Отмар Санкт-Галленский (нем. Otmar von St. Gallen) (около 690—16 ноября 759) — христианский подвижник, первый аббат Санкт-Галленского монастыря (719—759). Святой, почитаемый Римско-католической церковью (день памяти — 16 ноября) и православный местнопочитаемый святой (день памяти — 29 ноября) Берлинской и Германской епархии РПЦ МП (с 2006 года).

## Жизнеописание

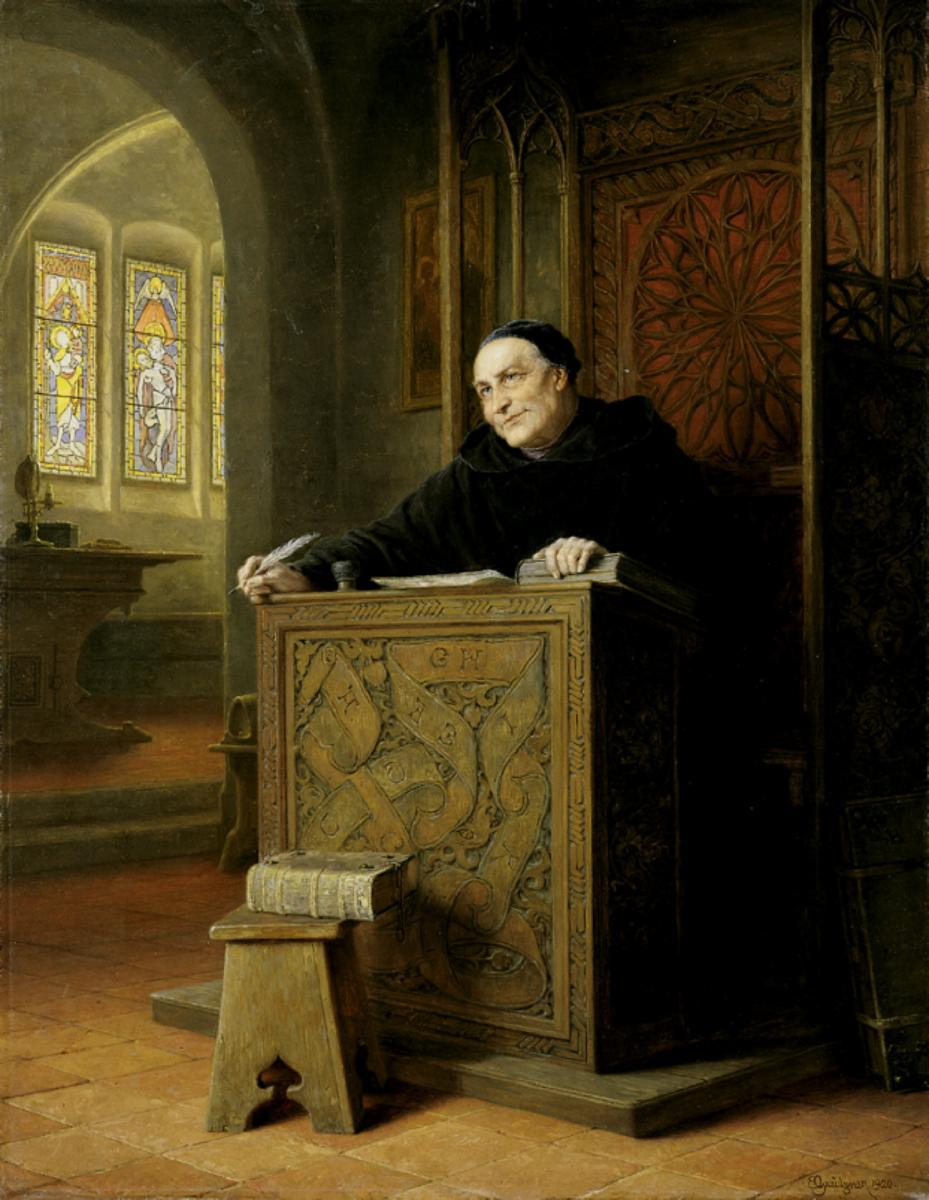
Эдуард фон Грюнтцер. «Святой Отмар Санкт-Галленский». 1920 г.

Не сохранилось достоверных сведений о месте и точной дате рождения святого Отмара. Считается, что он появился на свет около 690 года. Его родителями была знатная семья алеманнов.
Рано осиротевшего мальчика определили учиться в соборную школу Кура, после окончания которой его рукоположили в священники и назначили настоятелем церкви святого Флорина. Он показал себя как усердный служитель и слухи о его благочестивой жизни распространились широко по округе.
По ходатайству крупного собственника земли Вальтрама святого Отмара направили восстанавливать обитель, когда-то основанную святым Галлом. На месте обветшавших и полуразрушенных келий через некоторое время, благодаря усиленным трудам Отмара, возник общежительный монастырь, посвящённый святому Галлу (Санкт-Галленский монастырь). В 719 году святой Отмар стал первым аббатом новой обители. Санкт-Галленский монастырь вернул себе славу древнего духовного христианского центра и алеманнская знать делала щедрые пожертвования в монастырскую собственность, включая всё новые участки земли. Таким образом, обновлённый монастырь стал крупным земельным собственником. Но главной была всё-таки духовная монашеская жизнь. Лично Отмар, как игумен, совершил 53 монашеских пострига.
Несмотря на почёт и уважением, оказываемые святому как простолюдинами, так и знатью, сам он вёл исключительно скромный образ жизни, щедро творил милостыню, построил богадельню и специальное отдельное помещение, в котором проживали прокаженные, а сам, по ночам, ухаживал за ними.
После покорения франками алеманнов, монастырь согласился принять покровительство Пипина Короткого и тем самым спасся от разорения. Однако богатство обители смущало окрестных землевладельцев, желавших прибрать собственность монахов к своим рукам. Зная об этом, святой Отмар в 759 году отправился искать защиты у короля франков, но по дороге был схвачен и оклеветан в развращении женщины. Он был приговорён к голодной смерти, но, благодаря ходатайству Гоцберта Эшенцского, казнь была заменена пожизненным заключением на рейнском острове Верд. Там он и скончался 16 ноября этого же года.
Через десять лет выяснилась его невиновность. В этом признался клеветник, некий монах Ламберт, разбитый параличём. Настала очередь с честью возвращать святые мощи в обитель.

## Почитание
Почитание святого распространилось после перенесения мощей в Санкт-Галлен. Уже в 830 году диакон Гоцберт составил первое житие святого, а 9 сентября 867 года епископом Констанца Соломоном I была произведена официальная канонизация преподобного Отмара. Мощи святого с тех пор покоятся в специально построенной паломнической церкви его имени. А над местом первого захоронения на острове Верд сооружена часовня. До сих пор паломничество к святому Отмару достаточно широко распространено в Южной Германии и Швейцарии.

## Иконография
Святого Отмара принято изображать в священнических одеждах с епископским посохом в руке. Дополнительно он может держать в руке Евангелие, а в качестве специального предмета изображается фляга или бочонок с вином. Последний предмет связан с преданием, согласно которому монахи, отправившиеся переносить мощи святого Отмара с острова Верд в Санкт-Галленский монастырь, взяли с собой в дорогу ёмкость с вином. И в течение всего путешествия она оставалась полной, сколько бы из неё не пили.

## Покровительство
Святой Отмар является покровителем приграничных районов Германии, Австрии и Швейцарии. Но более всего Швейцарии, поскольку именно с именем святого связано образование независимого государства. Во-первых, будто бы придворный астролог двора Габсбургов предсказал, что сражение в день накануне празднования святого Отмара принесёт победу австрийской армии, а (во-вторых) некий рыцарь Генрих Хюненберг послал в расположение швейцарцев стрелу, к которой была привязана записка с обозначением военного плана герцога Леопольда и добавлены слова: «Да защитит вас святой Отмар на Моргартене». Действительно, в битве при горе Моргартен в 1315 году победа досталась швейцарской армии.
Существует особое предание, согласно которому святой Отмар покровительствует больным детям, поэтому по старинному обычаю на мощах святого освящают детские одежды и затем больной носит их девять дней.

## Первоисточники
- Gozbert: Vita S Otmari; um 830
- Walahfrid Strabo: Vita S Otmari; 834/838
- Ratpert: Casus monasterii S Galli